# الأمير تسونهيسا تاكيدا
الأمير تسونيهيسا تاكيدا (باليابانية: 竹田宮恒久) النطق بالعربية: تاكيدا-نو-ميا تسونيهيسا-أو) كان مؤسس فرع ضمانات تاكيدا-نو-ميا للعائلة الإمبراطورية اليابانية.

## سيرته الشخصية

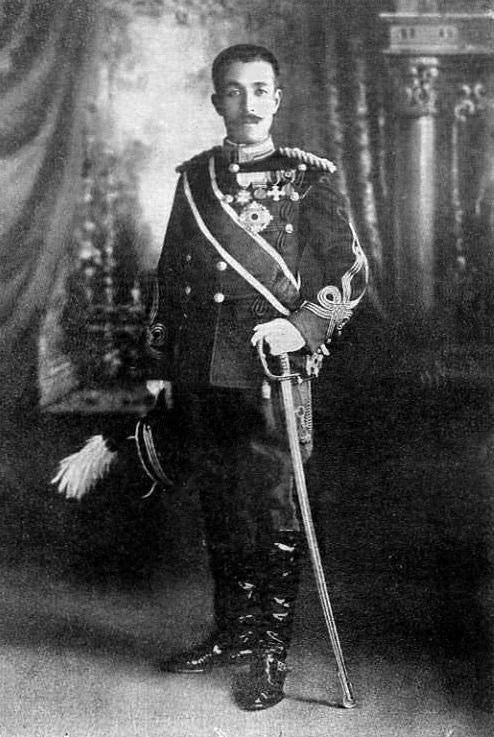
الأمير تسونهيسا تاكيدا بالزي العسكري

كان الأمير تسونيهيسا تاكيدا الابن الأكبر للأمير كيتاشيراكاوا يوشيهيسا، وبالتالي شقيق الأمير كيتاشيراكاوا ناروهيسا. ولد في كيوتو، اليابان عام 1882. خدم في عام 1902 في بيت النبلاء وفي 30 نوفمبر 1903 تخرج من الصف الخامس عشر في أكاديمية الجيش الإمبراطوري الياباني. بسبب وضعه، حصل على رتبة لواء في فوج خيالة الحرس وخدم بامتياز في الحرب الروسية اليابانية. كان الأمير يساند الملازم يوشيناغا نانبو، الزعيم 42 لعشيرة نانبو، أثناء معركة موكدين. أثناء معركة موكدين أصيب الأخير برصاصة من الروس ومات في القتال على أثر هذه الرصاصة الروسية. وقع هذا الحادث في الرابع مارس عام 1905، بعد استدعاء الأمير تسونيهيسا تاكيدا إلى اليابان.

## الأوسمة
- 1903 - وسام الشمس المشرقة مع زهور بولونيا.[1]
- 1906 - وسام الطائرة الورقية الذهبية من الدرجة الخامسة.[2]
- 1913 - غراند كوردون من وسام الأقحوان.[3]

## العائلة
كان للأمير تسونهيسا تاكيدا ابن وابنة:
- الأمير تسونيوشي تاكيدا (باليابانية: 竹田宮恒徳王)، النطق الياباني بالعربية: تاكيدا-نو-ميا تسونيوشي) (1909-1992).
- أبنته الأميرة أياكو تاكيدا (باليابانية: (باليابانية: 禮子女王)، النطق الياباني بالعربية: أياكو جو)، (1913-2003)، تزوجت من سانو تسونيميتسو.